# 圣马丹里维耶尔
圣马丹里维耶尔（法語：Saint-Martin-Rivière，法語發音：[sɛ̃ maʁtɛ̃ ʁivjɛʁ]）是法国上法蘭西大區埃纳省的一个市镇，属于韦尔万区。

## 地理
圣马丹里维耶尔（50°2'36"N, 3°32'23"E）面积5.52 平方千米，位于法国上法蘭西大區埃纳省，该省份为法国北部内陆省份，北起北部省，西接索姆省和瓦兹省，东临阿登省和马恩省，西南至塞纳-马恩省，东北部与比利时接壤。
与圣马丹里维耶尔接壤的市镇（或旧市镇、城区）包括：莫兰、里博维尔、拉瓦莱米拉特尔、勒卡托康布雷西、马赞吉安、圣苏普莱。

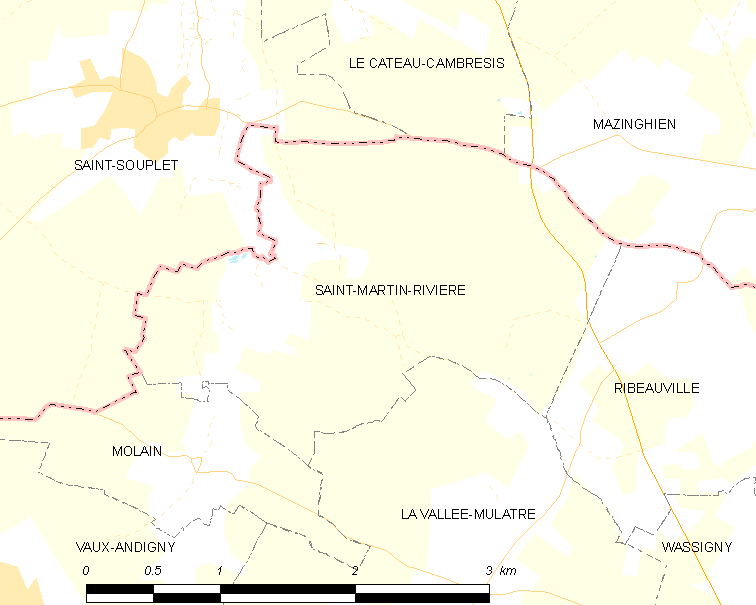
圣马丹里维耶尔的OSM定位图

圣马丹里维耶尔的时区为UTC+01:00、UTC+02:00（夏令时）。

## 行政
圣马丹里维耶尔的邮政编码为02110，INSEE市镇编码为02683。

## 政治
圣马丹里维耶尔所属的省级选区为吉斯县。

## 人口

1962-2008年间圣马丹里维耶尔人口变化图示

圣马丹里维耶尔于2022年1月1日时的人口数量为115人。